# Euproctis palla
Euproctis palla är en fjärilsart som beskrevs av Holland 1893. Euproctis palla ingår i släktet Euproctis och familjen tofsspinnare. Inga underarter finns listade i Catalogue of Life.